# Gerardo Barrios

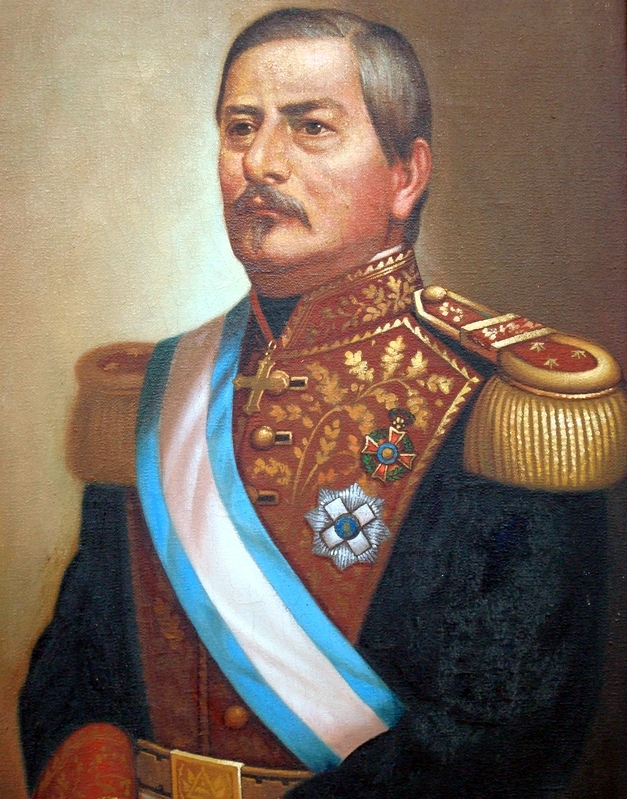
Gerardo Barrios

Capitán General José Gerardo Barrios Espinoza (* 24. September 1813 in Nuevo Edén de San Juan, Departement San Miguel; † 29. August 1865 in San Salvador) war ein salvadorianischer Politiker, Militär und Staatsmann. Von 1859 bis 1863 bekleidete er das Amt des Staatspräsidenten.

## Leben

### Herkunft und Familie
In mehreren Orten im Norden des Departements San Miguel wird heute behauptet, sie seien der Geburtsort von Barrios, darunter San Miguel selbst, Ciudad Barrios, San Gerardo, Chapeltique, Sesori und Nuevo Edén de San Juan. Der häufigsten mündlichen Überlieferung zufolge wurde Barrios in San Juan am Lempa (damals im Generalkapitanat Guatemala, Vizekönigreich Neuspanien), dem heutigen Nuevo Edén de San Juan, geboren und am 24. Oktober 1813 getauft. Seine Eltern waren Don José María Barrios (geb. zw. 1793 und 1794) und Doña Petrona Espinoza, die 1812 heirateten. Gerardo war deren ältestes Kind und hatte zwei Schwestern: Petronila (geb. 1815), die spätere Frau von José Trinidad Cabañas, und María Josefa (geb. 1817). Sein Vater war der älteste Sohn von Pedro Joaquín Barrios (spanischer Herkunft, geboren in Frankreich), der 1792 Margarita Cisneros Ávila (kreolischer Herkunft, geboren in San Miguel) heiratete. Pedro Joaquín Barrios war Indigopflanzer und Minenbetreiber in der damaligen Provinz San Miguel.

### Frühe Laufbahn

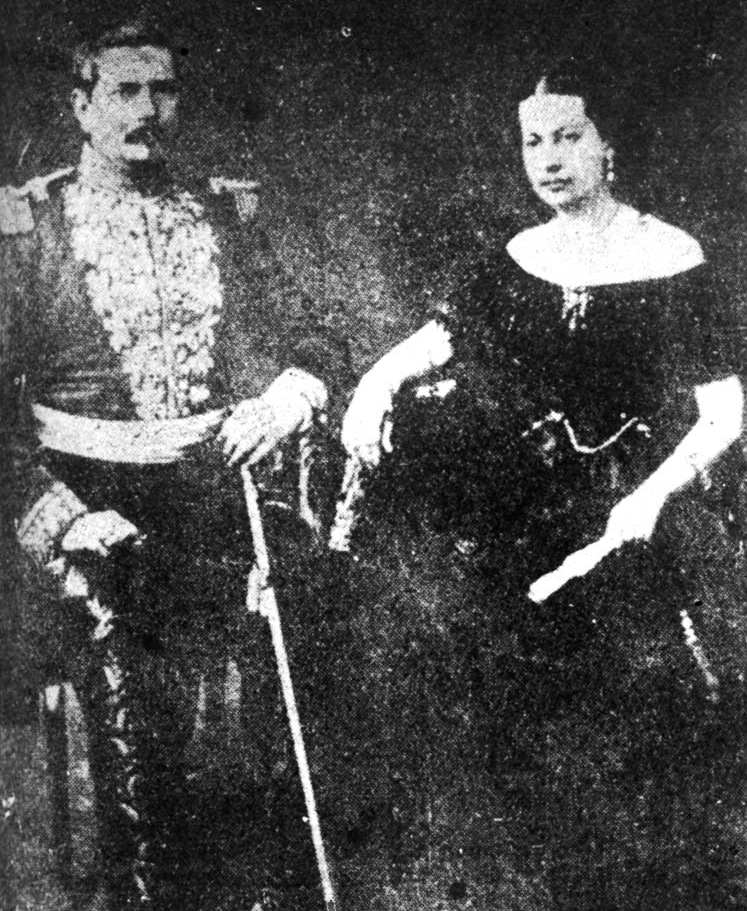
Gerardo Barrios und Adelaida Guzmán de Barrios, 1851

Bereits in jungen Jahren schloss sich Barrios während des zentralamerikanischen Bürgerkriegs den Truppen des liberal orientierten Francisco Morazán an und nahm 1829 an der Eroberung von San Salvador und Guatemala-Stadt teil. Auch bei der Niederschlagung des salvadorianischen Sezessionsversuchs unter José María Cornejo im Jahr 1832 kämpfte er im Rang eines Leutnants auf der Seite Morazáns. 1834 wurde er in das Parlament von El Salvador gewählt und 1838 zum Präsidenten des zentralamerikanischen Bundeskongresses ernannt, der seit 1834 ebenfalls in San Salvador seinen Sitz hatte. Am 5. April 1840, nach dem endgültigen Zusammenbruch der Zentralamerikanischen Republik, verließ Barrios mit Morazán und anderen Liberalen im Hafen von La Libertad auf dem Schoner Izalco El Salvador und ging ins Exil nach Costa Rica. Nach dem gescheiterten Restaurationsversuch Morazáns kehrte der damalige Oberst Barrios auf dem Schiff Coquimbo im Dezember 1842 nach El Salvador zurück und widmete sich zunächst der Landwirtschaft. Im Dezember 1843 heiratete er in San Miguel Adelaida Guzmán Saldos, eine Tochter des Abgeordneten Joaquín Guzmán. Die Ehe blieb kinderlos.
Nach einem gescheiterten Putschversuch mit General Cabañas gegen den konservativen Präsidenten Francisco Malespín am 5. September 1844, setzte sich Barrios nach León in Nicaragua ab. Die von Malespín verlangte Auslieferung der Putschisten wurde In Nicaragua abgelehnt. Daraufhin marschierten Truppen unter der Führung Malespíns in Nicaragua ein und belagerten León. Barrios konnte aus der belagerten Stadt fliehen und verbündete sich in San Salvador mit dem geschäftsführenden Präsidenten Guzmán, seinem Schwiegervater, gegen Malespín. Dieser wurde schließlich gestürzt und Guzmán Präsident.
Im Januar 1846 begab sich Barrios im Auftrag der Regierung auf eine dreijährige Reise durch Europa, um die wirtschaftlichen und kulturellen Beziehungen zwischen Zentralamerika und der alten Welt zu fördern. Er war Gast bei Napoleon III., Königin Isabella von Spanien, Königin Victoria von Großbritannien, König Ferdinand von Sizilien, König Karl Albert von Sardinien und besuchte Papst Pius IX. Ende 1849 kehrte er nach El Salvador zurück.
1851 marschierte die Armee einer salvadorianisch-honduranischen Allianz unter dem Oberbefehl von Präsident Vasconcelos in Guatemala ein, um den konservativen Präsidenten Carrera zu stürzen und die Zentralamerikanische Konföderation wiederherzustellen.
In dieser Armee war General Barrios Kommandeur der Division San Miguel. Die Invasion wurde aber von guatemaltekischen Streitkräften am Berg La Arada (bei San José La Arada, Departement Chiquimula) zurückgeschlagen.
1857 nahm Barrios an einer militärischen Intervention zur Unterstützung Nicaraguas im Kampf gegen die Söldner um William Walker teil. Die salvadorianischen Truppen wurden aber nicht mehr in Kämpfe verwickelt. Zurück in El Salvador versuchte er einen Staatsstreich gegen Präsident Campo, welcher mangels ausreichender Unterstützung scheiterte.

### Präsidentschaft und Sturz
Die Amtszeit von Präsident Campo endete am 30. Januar 1858. Die Wahlen von 1857 führten zu folgendem Ergebnis:
- Präsident: Coronel Miguel Santín del Castillo
- Vizepräsident: General Joaquín Eufrasio Guzmán
- Erster Stellvertreter (Primer designado): Don Lorenzo Zepeda
- Zweiter Stellvertreter (Segundo designado): General Gerardo Barrios

In der Regierung Santín war Barrios Innen- und Außenminister sowie Oberkommandierender der Armee. Krankheitsbedingt musste Präsident Santín vom 24. Juni bis 18. September 1858 im Amt vertreten werden. Da Guzmán und Zepeda ablehnten, übernahm in dieser Zeit Barrios die Amtsgeschäfte. Als das Parlament im Januar 1859 ein Gerichtsverfahren gegen Santín anstrengte, floh dieser nach Nicaragua. Die Amtsgeschäfte übernahm ab 24. Januar Joaquín Guzmán. Am 15. Februar wurde zunächst José María Peralta und am 12. März 1859 Gerardo Barrios zum Präsidenten ernannt. Während einer Reise Barrios’ nach Guatemala amtierte vom 16. Dezember 1860 bis 7. Februar 1861 wiederum Peralta als geschäftsführender Präsident.
Bei den Wahlen im Dezember 1859, kurz vor dem Ende der offiziellen Amtszeit Santíns, bekam Barrios die Mehrheit. Bereits vorher konnte er eine Verfassungsreform durchsetzen, die die Amtsperiode der Präsidenten von bisher zwei auf fünf Jahre verlängerte. Das Parlament bestätigte ihn als Präsidenten für die Amtsperiode vom 1. Februar 1860 bis zum 30. Januar 1865.
Am 24. Januar 1960 wird ihm vom Parlament der Titel eines Capitán General verliehen.
In Barrios’ Amtszeit fielen folgende Aktivitäten:
- Reformen des Bildungswesens; Erweiterung der Universität von El Salvador und Anwerbung ausländischer Lehrer
- Reformen des Justizwesens; Kodifikation eines allgemeinen Zivilrechts
- Reformen des Militärwesens; Anwerbung ausländischer Ausbilder und Schaffung einer salvadorianischen Marine und regulären Kavallerie
- Förderung des Kaffeeanbaus
- Ausbau der Hauptverbindungsstraßen zwischen Santa Ana und La Unión, und San Salvador und La Libertad
- Verbesserung der Trinkwasserversorgung
- Planung von Eisenhütten in La Libertad und La Union
- Förderung des Laizismus; Unterzeichnung eines Konkordats mit dem Heiligen Stuhl

Die Regierung Barrios gilt heute als die progressivste dieser Zeit in Zentralamerika.

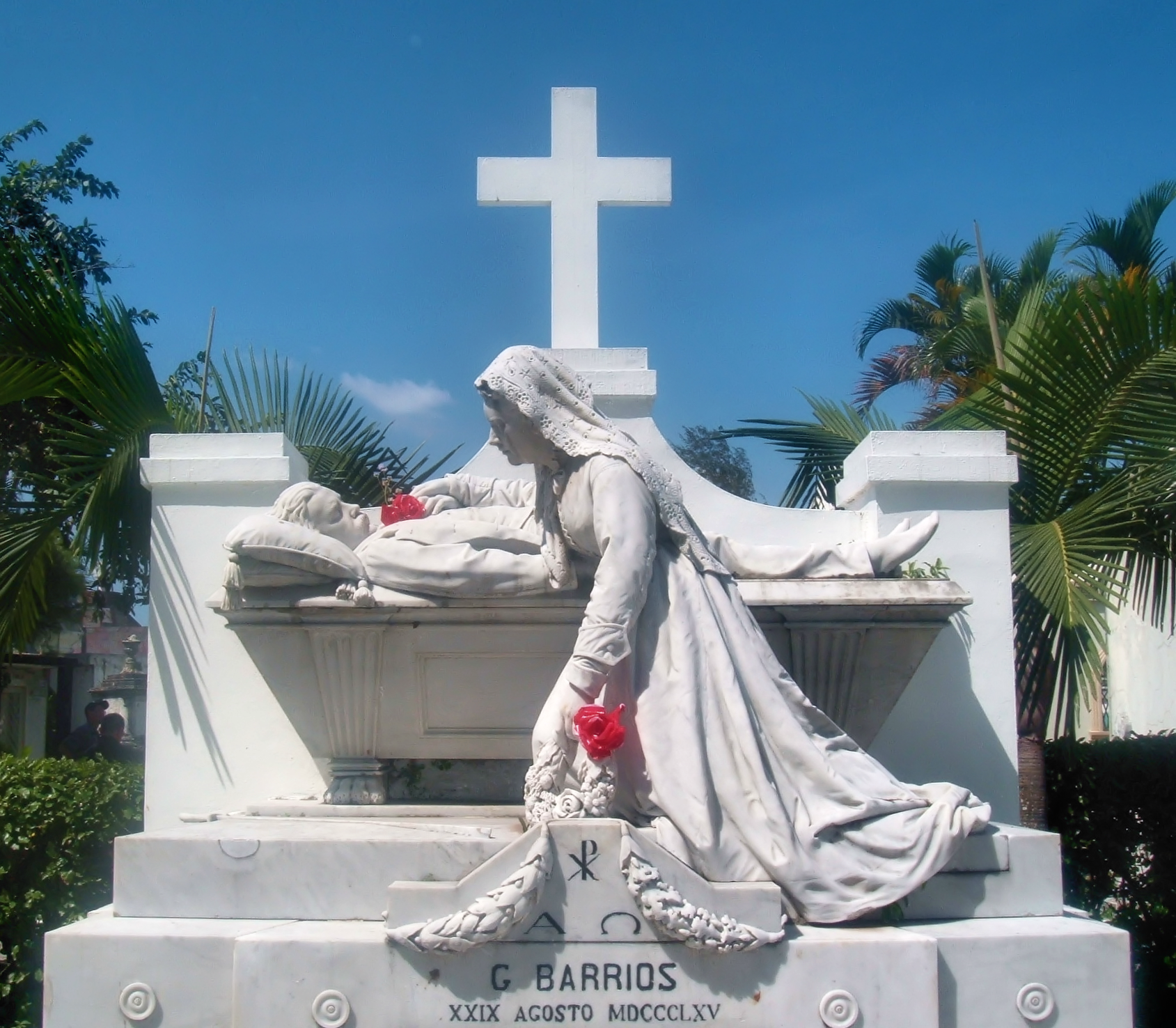
Barrios’ Grab

Die Mehrheit der konservativen salvadorianischen Opposition unter Francisco Dueñas Díaz hatte sich 1860 bereits nach Guatemala abgesetzt. Barrios’ liberale Politik und seine Gespräche mit den Regierungen Honduras’ und Nicaraguas über die mögliche Wiederherstellung einer Konföderation wurden von konservativen und klerikalen Kräften, vor allem in Guatemala, als Gefahr gesehen. Im Februar 1863 marschieren guatemaltekische und nicaraguanische Truppen in El Salvador ein, belagern San Salvador und rufen Dueñas zum Präsidenten aus. Am 26. Oktober 1863 fällt die belagerte Stadt und Barrios flieht über den Hafen La Unión zunächst nach Costa Rica und später nach Panama. Während seines Exils wird von Dueñas eine verfassungsgebende Versammlung einberufen und am 18. März 1864 Barrios per Dekret des Hochverrats für schuldig erklärt.
Nach dem Tod Carreras im April 1865 sahen die liberalen salvadorianischen Kräfte eine Chance, die Macht zurückzugewinnen. Barrios plante eine Rebellion, die unter seiner Führung von der Provinz San Miguel ausgehen sollte und von General Cabañas unterstützt wurde. Als sich aber bei Barrios’ Ankunft im Hafen von La Unión die Aussichtslosigkeit dieses Unternehmens abzeichnete, machte sich sein Schiff, der Schoner Manuela Planas, am 25. Juni wieder auf den Rückweg nach Panama. Dabei erlitt es in einem schweren Sturm Mastbruch und musste am 28. Juni im nicaraguanischen Hafen Corinto vor Anker gehen. Barrios wurde von nicaraguanischen Behörden verhaftet und am 30. Juni nach León gebracht. Unter der Bedingung, dass sein Leben geschont werde, wurde er schließlich nach El Salvador ausgeliefert und am 27. Juli in San Salvador inhaftiert. Dennoch fällte ein Kriegstribunal unter dem Vorsitz von Santiago González am 28. August ein Todesurteil, das um 23 Uhr von Dueñas unterzeichnet wurde. Am folgenden Tag wurde Barrios um 4 Uhr morgens erschossen. Gerardo Barrios wurde auf dem Friedhof Cementerio de los Ilustres in San Salvador beigesetzt.

## Spätere Rezeption

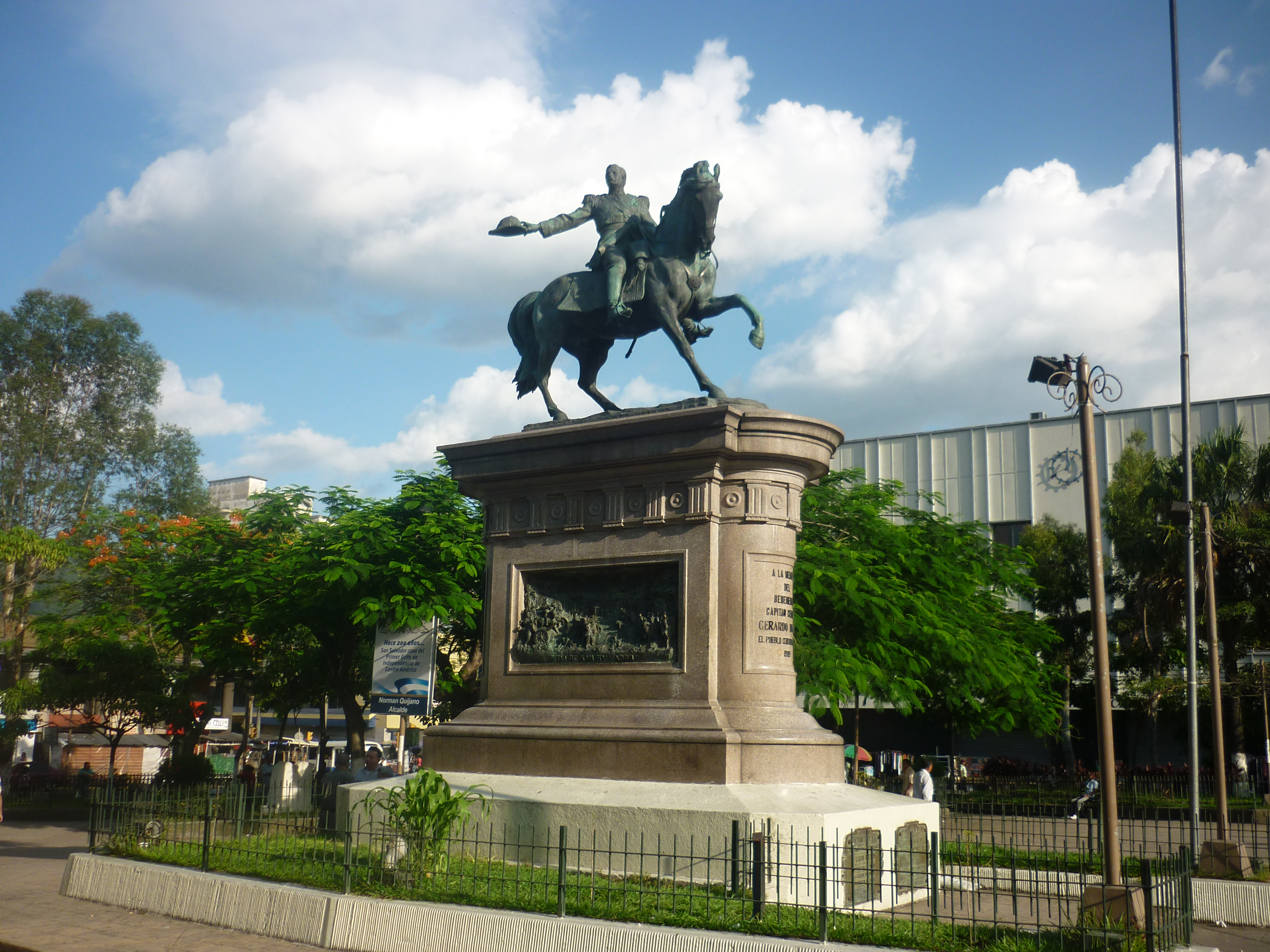
Plaza Gerardo Barrios

Gerardo Barrios verkörpert heute, neben Francisco Morazán, die Idee der Einheit Zentralamerikas. Der Tag seiner Exekution, der 29. August, wurde in El Salvador zum nationalen Gedenktag erklärt. Mehrere Straßen, Plätze, öffentliche und militärische Einrichtungen im Land wurden nach ihm benannt, darunter die Plaza Gerardo Barrios mit seinem Reiterstandbild im Zentrum von San Salvador. Außerdem war sein Porträt auf den zwischen 1979 und 1996 ausgegebenen 50-Colones-Banknoten zu sehen.